# Hajdúsámson
Hajdúsámson é uma cidade da Hungria, situada no condado de Hajdú-Bihar. Tem 69,47 km² de área e sua população em 2019 foi estimada em 12.961 habitantes.